# Belgershain
Belgershain – niemiecka miejscowość i gmina położona na terenie kraju związkowego Saksonia, w okręgu administracyjnym Lipsk, w powiecie Lipsk, wchodzi w skład wspólnoty administracyjnej Naunhof.
Do gminy Belgershain należą następujące miejscowości:
- Belgershain
- Köhra
- Rohrbach
- Threna